# Messerschmitt Me 321
El Messerschmitt Me 321 Gigant (‘gigante’ en alemán) fue un gran planeador de transporte alemán desarrollado durante la Segunda Guerra Mundial. Fue desarrollado en el avión de seis motores Messerschmitt Me 323, que también recibió el mismo apodo.

## Historia
Durante la Segunda Guerra Mundial, el ejército alemán pensó en una posible invasión de las islas británicas, en una operación que recibió el nombre alemán de Unternehmen Seelöwe Operación León Marino. Al iniciar su preparación, el Comando de Transporte de la Luftwaffe se percató rápidamente de que tanto la distancia a recorrer como la cantidad de carga a transportar requerirían de un avión de transporte con mejores prestaciones que el modelo que hasta entonces venían utilizando, el Junker Ju 52.
Cuando en diciembre de 1940 quedaron archivaron los planes de la Operación León Marino y comenzaron los planes para la invasión de la Unión Soviética con la Operación Barbarroja, se decidió que la solución más eficaz y barata para solventar las necesidades de transporte aéreo consistía en utilizar planeadores. En consecuencia, la Oficina Técnica de la Luftwaffe encargó a los fabricantes de aviones Junkers y Messerschmitt una propuesta para el  desarrollo rápido de un Grossraumlastensegler (planeador con gran capacidad de carga). Las especificaciones indicaban que el planeador debía ser capaz de transportar un cañón de 88 mm junto con su vehículo tractor, o bien un tanque medio Panzer III o Panzer IV. Este proyecto recibió el nombre en clave de Projekt Warschau (Proyecto Varsovia en alemán), dándole al proyecto presentado por Junkers el nombre de Warschau-Ost (Varsovia Oeste) y al presentado por Messerschmitt Warschau-Sud (Varsovia Sur).
El diseño de Junkers, el Ju 322 Mammut resultó descartado, debido a que estaba construido completamente en madera, por lo que el vencedor resultó ser el Messerschmitt Me 263.

## Diseño
El Me 263 tenía una estructura de tubos de acero suministrada por la compañía Mannesmann, con listones de madera y cubierta con dope. Esto, permitía una rápida construcción y una gran facilidad en las reparaciones, así como un considerable ahorro de peso. El  Me 263 fue redesignado Me 321 y se le apodó Gigant (Gigante) debido a su considerable tamaño.
Su morro, de 6 m de alto, estaba conformado por dos grandes puertas de abatimiento vertical. Estas puertas solo podían abrirse desde dentro, momento en el que se podían desplegar las rampas para permitir la entrada o salida de vehículos. Comparado con el Ju 52, el Me 321 ofrecía un área de carga seis veces mayor, con una capacidad cercana a los 100 m², y era capaz de acomodar una carga de hasta 23 toneladas. El espacio de carga fue diseñado para replicar las dimensiones del espacio de carga de los vagones plataforma de los ferrocarriles alemanes. De este modo, cualquier carga que cupiera en los vagones del ferrocarril tendría cabida en un Me 321. Alternativamente, cuando se utilizaba como transporte de pasajeros, podía transportar entre 120-130 soldados completamente equipados.
El Me 321 fue equipado con un tren de aterrizaje desechable compuesto por dos ruedas traseras de Bf 109 y dos ruedas principales de Junkers Ju 90. Las ruedas principales se situaban en la parte trasera, y cuando el planeador despegaba las ruedas quedaban en tierra. Para aterrizar, utilizaba cuatro patines extensibles situados en la zona ventral del planeador.
El primer vuelo del Me 321 V1 tuvo lugar el 25 de febrero de 1941. Fue remolcado por un Junkers Ju 90. Fue tripulado por el piloto de pruebas de la compañía Messerschmitt Karl Baur, y transportó un lastre de 3 toneladas. En su informe, Baur reportó que los controles eran pesados y de escasa respuesta, motivo por el cual se decidió agrandarle la cabina de mando para dar cabida a un copiloto y operador de radio, además de equipar la aeronave con un control dual. Igualmente, se dotó al planeador de servomotores eléctricos, para asistir al movimiento de los enormes flaps. Igualmente, tras nuevas pruebas, se decidió añadirles un paracaídas de frenado.
Los vuelos de pruebas estuvieron plagados de dificultades en el despegue, ya que los Ju 90 no tenían la suficiente potencia, y eran necesarios hasta tres cazas pesados Me Bf 110 usados en una maniobra llamada Troikaschlepp. Esta era una maniobra altamente peligrosa. Ernst Udet solicitó a Heinkel el diseño de un nuevo remolcador que pudiera hacer despegar al Me 321. Ernst Heinkel respondió a la solicitud diseñando un remolcador mejor para este propósito, el  Heinkel He 111Z Zwilling (gemelos), el cual era una combinación de dos aviones He 111-H6 unidos por un ala intermedia, en la cual se añadía un quinto motor Jumo 211F-1. También se utilizaron cohetes en pilones situados bajo las alas, para colaborar con los aviones remolcadores cuando se utilizaban para despegar campos de vuelo no preparados.

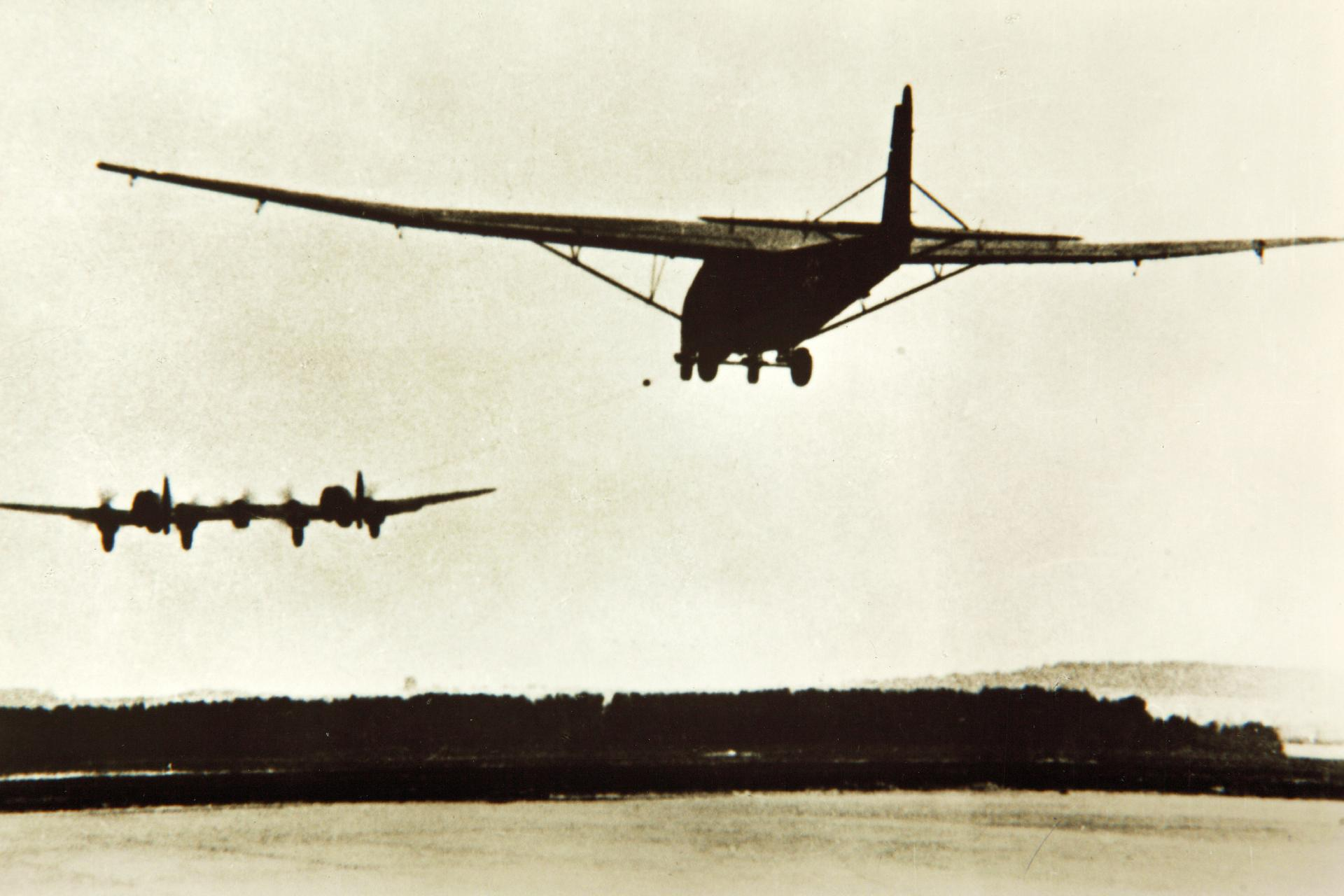
Me 321 remolcado por un He 111Z

## Variantes
Me 321A-1
Me 321B-1con una tripulación compuesta por 3 personas y armado con 4 ametralladoras MG 15 de 7,92 mm

## Operadores
Alemania nazi
- Luftwaffe (Wehrmacht)

## Historia operacional
Los primeros Me 321A-1 producidos, entraron en servicio en mayo de 1941 con el 321 Grossraumlastensegler en Leipheim, inicialmente, remolcados por Ju 90 y posteriormente, por los He 111Z o por tres Bf 110 con la disposición Troikaschlepp. La  segunda y última variante producida del planeador , el Me 321B-1 tenía una tripulación de 3 miembros y estaba armado con 4 ametralladoras MG 15 de 7,92 mm.
El Me 321 fue poco usado en el frente este por las siguientes razones:
- Al ser un planeador, el Me 321 carecía de la posibilidad de realizar un segundo o sucesivos acercamientos a una pista de aterrizaje que estuviese ocupada en un primer acercamiento.
- Era imposible de mover en tierra si se carecía de los vehículos especializados para ello, debido a su gran tamaño, carencia de un tren de aterrizaje propio, y no disponer de ningún tipo de automoción.
- Antes de la introducción del He 111 Zwilling la peligrosa disposición Troikaschlepp le daba un alcance de un único recorrido de sólo 400 km la cual, que era insuficiente para operar con seguridad.[3]

En la primavera de 1942 los Me 321 fueron retirados del servicio en la Unión Soviética en anticipación a la planificación de la Operación Herkules, la planeada invasión de Malta por los alemanes, en la cual, se utilizaría una flota de planeadores remolcados por He 111Z. Finalmente, el plan, fue abandonado por la falta de aviones remolcadores.
En 1943 los Me 321 retornaron a Rusia para participar en la proyectada operación para relevar al General Paulus y al ejército sitiado en Stalingrado, pero en el momento de realizar la operación, no había campos de vuelo adecuados, por lo que fueron reenviados de vuelta a Alemania.
Tras la cancelación de la operación de Stalingrado, los planeadores Me 321 fueron puesto en reserva o desguazados, aunque algunos de ellos, fueron transformados en una variante motorizada, el Me 323. Otra operación rechazada debido a la carencia de campos de aterrizaje adecuados, fue la posibilidad de usar los Me 321 que aún permanecían en servicio para transportar tropas hasta la isla de Sicilia.

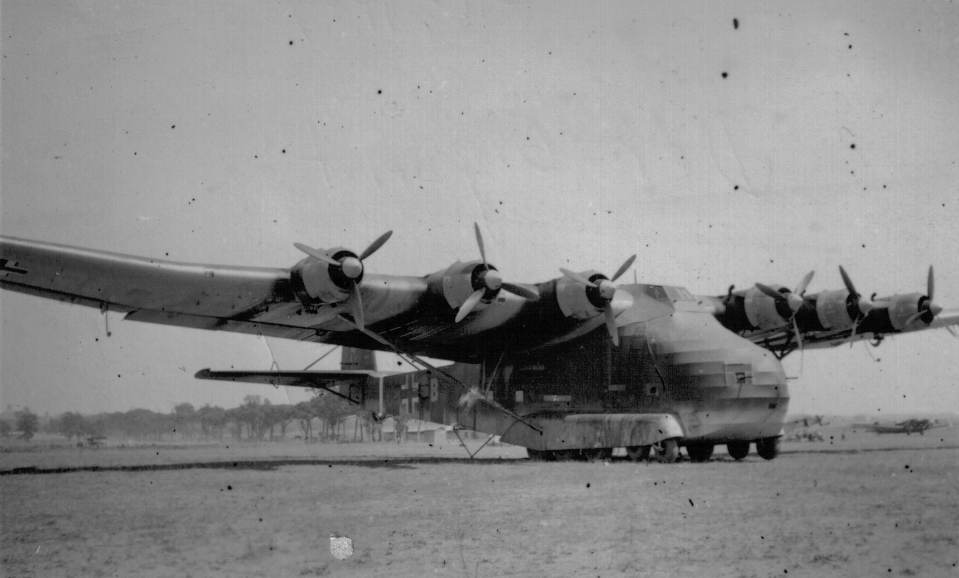
La variante motorizada, el Me 323

Finalmente, la variante motorizada del Me 321, el Me 323 que usaba seis motores Gnome GR14R radial de 1.320 Cv. (895 kW), y disponía de un tren de aterrizaje fijo de 10 ruedas. Fue el mayor avión de carga con base en tierra de la Segunda Guerra Mundial.

## Especificaciones

### Características generales
- Tripulación: 2 (piloto y copiloto)
- Capacidad: 130 soldados
- Carga: 22.000 kg
- Longitud: 28.15 m (92 pies y 4 pulgadas)
- Envergadura: 55 m (180 pies y 5 pulgadas)
- Altura: 10.15 m (33 pies y 4 pulgadas)
- Peso vacío: 12,400 kg (27,300 lb)
- Peso cargado: 34,400 kg (75,800 lb)

### Rendimiento
- Velocidad máxima operativa (Vno): 160 km/h remolcado 100 mph
- Régimen de ascenso: 2.5 m/s remolcado por tres Bf 110 490 pies/min

### Armamento
- Armas de proyectiles: 4 ametralladoras MG 15 de 7,92 mm

### Desarrollos relacionados
- Messerschmitt Me 323

### Aeronaves similares
- General Aircraft Hamilcar
- Junkers Ju 322

### Secuencias de designación
- Sistema de designación aeronaves del RLM: ← Do 317 · Do 318 · He 319 · Me 321 · Ju 322 · Me 323 · Me 328 →

### Listas relacionadas
- Anexo:Aeronaves militares de Alemania en la Segunda Guerra Mundial
- Anexo:Aeronaves más grandes